# Waterland Private Equity Investments
Waterland Private Equity Investments is een Nederlandse investeringsmaatschappij. Het is Nederlands tweede grootste private-equity-investeerder en is actief in de vier sectoren outsourcing en efficiëntie, vrije tijd en luxe, vergrijzing, en duurzaamheid. Het bedrijf heeft kantoren in elf landen.
In 2017 heeft Waterland een nieuw investeringsfonds van twee miljard euro opgezet. Het bedrijf richtte zich hiermee op middelgrote bedrijven in West-Europa. Met een 'buy-and-build'-strategie koopt het bedrijven op, voegt deze samen, legt begrotingseisen op en verkoopt ze daarna weer. Waterland heeft 80 bedrijven aangekocht en daar vervolgens 330 andere bedrijven aan toegevoegd. Investeringen betroffen onder meer de middelgrote bedrijven Base Logistics, Attero, Brouwerij Bosteels, Omega Pharma, Casino Knokke (middels aandeel in het gokbedrijf Napoleon Sports & Casino).
In 2015 heeft Waterland een fonds opgezet van 1,55 miljard euro.
Het bedrijf betrekt nieuw kapitaal van institutionele beleggers uit binnen- en buitenland. ASR Verzekeringen is een van de Nederlandse beleggers. JP Morgan, Hamilton Lane en Columbia Investment Management (het investeringsfonds van de Columbia-universiteit) behoren tot de buitenlandse beleggers.
In 2018 heeft Waterland twee miljard euro aangetrokken van institutionele beleggers voor investeringen in groeiende ondernemingen met een overnamestrategie. Hieruit is een overname van SLS Benelux voortgekomen door de Base Logistics Group.
In 2019 nam Waterland een meerderheidsbelang in EuroParcs.